# Coupe des vainqueurs de coupe masculine de volley-ball 1992-1993
Navigation
Édition précédente Édition suivante
La coupe d'Europe des vainqueurs de coupe de volley-ball masculin 1992-1993 est la 21e édition de la Coupe des vainqueurs de coupe.

## Tour principal

### Troisième tour

#### Poule A
| # | Équipe             | Pts | J | G | P | Sp | Sc | Ratio | Pp  | Pc  | Ratio |
| - | ------------------ | --- | - | - | - | -- | -- | ----- | --- | --- | ----- |
| 1 | Gabeca Montichiari | 11  | 6 | 5 | 1 | 17 | 4  | 4.25  | 290 | 204 | 1.422 |
| 2 | Aris Salonique     | 9   | 6 | 3 | 3 | 12 | 12 | 1     | 297 | 282 | 1.053 |
| 3 | VC Hambourg        | 9   | 6 | 3 | 3 | 10 | 13 | 0.769 | 263 | 302 | 0.871 |
| 4 | GD San Jose Soria  | 7   | 6 | 1 | 5 | 6  | 16 | 0.375 | 253 | 315 | 0.803 |

| Date     | Match                                  | Résultat | Sets  | Sets  | Sets  | Sets  | Sets  | Total Points |
| Date     | Match                                  | Résultat | 1     | 2     | 3     | 4     | 5     | Total Points |
| -------- | -------------------------------------- | -------- | ----- | ----- | ----- | ----- | ----- | ------------ |
| 13.01.93 | Aris Salonique - VC Hambourg           | 3 - 1    | 15-3  | 14-16 | 15-8  | 15-4  | -     | 59-31        |
| 13.01.93 | GD San Jose Soria - Gabeca Montichiari | 1 - 3    | 15-11 | 12-15 | 9-15  | 11-15 | -     | 47-56        |
| 20.01.93 | VC Hambourg - GD San Jose Soria        | 3 - 1    | 16-14 | 15-10 | 15-17 | 15-12 | -     | 61-53        |
| 20.01.93 | Gabeca Montichiari - Aris Salonique    | 3 - 0    | 15-7  | 15-4  | 15-4  | -     | -     | 45-15        |
| 27.01.93 | Aris Salonique - GD San Jose Soria     | 3 - 0    | 15-10 | 15-11 | 15-11 | -     | -     | 45-32        |
| 27.01.93 | VC Hambourg - Gabeca Montichiari       | 0 - 3    | 5-15  | 12-15 | 7-15  | -     | -     | 24-45        |
| 10.02.93 | GD San Jose Soria - Aris Salonique     | 3 - 1    | 3-15  | 15-13 | 15-10 | 15-13 | -     | 48-51        |
| 10.02.93 | Gabeca Montichiari - VC Hambourg       | 3 - 0    | 15-4  | 15-7  | 15-7  | -     | -     | 45-18        |
| 17.02.93 | Aris Salonique - Gabeca Montichiari    | 3 - 2    | 15-11 | 15-0  | 14-16 | 13-15 | 15-12 | 72-54        |
| 17.02.93 | GD San Jose Soria - VC Hambourg        | 1 - 3    | 15-11 | 11-15 | 14-16 | 5-15  | -     | 45-57        |
| 24.02.93 | VC Hambourg - Aris Salonique           | 3 - 2    | 15-7  | 12-15 | 15-4  | 15-17 | 15-12 | 72-55        |
| 24.02.93 | Gabeca Montichiari - GD San Jose Soria | 3 - 0    | 15-9  | 15-10 | 15-9  | -     | -     | 45-28        |

#### Poule B
| # | Équipe                   | Pts | J | G | P | Sp | Sc | Ratio | Pp  | Pc  | Ratio |
| - | ------------------------ | --- | - | - | - | -- | -- | ----- | --- | --- | ----- |
| 1 | Mediolanum Gonzaga Milan | 12  | 6 | 6 | 0 | 18 | 1  | 18    | 283 | 159 | 1.78  |
| 2 | AS Cannes                | 10  | 6 | 4 | 2 | 12 | 10 | 1.2   | 272 | 246 | 1.106 |
| 3 | BBTS Bielsko-Biała       | 8   | 6 | 2 | 4 | 7  | 12 | 0.583 | 194 | 218 | 0.89  |
| 4 | GO Pass Lennik           | 5   | 6 | 0 | 6 | 4  | 18 | 0.222 | 184 | 310 | 0.594 |

| Date     | Match                                         | Résultat | Sets  | Sets  | Sets  | Sets  | Sets  | Total Points |
| Date     | Match                                         | Résultat | 1     | 2     | 3     | 4     | 5     | Total Points |
| -------- | --------------------------------------------- | -------- | ----- | ----- | ----- | ----- | ----- | ------------ |
| 13.01.93 | Mediolanum Gonzaga Milan - AS Cannes          | 3 - 0    | 15-10 | 15-7  | 15-8  | -     | -     | 45-25        |
| 13.01.93 | BBTS Bielsko-Biała - GO Pass Lennik           | 3 - 0    | 15-7  | 15-6  | 15-11 | -     | -     | 45-24        |
| 20.10.93 | AS Cannes - BBTS Bielsko-Biała                | 3 - 0    | 15-3  | 15-11 | 15-8  | -     | -     | 45-22        |
| 20.10.93 | GO Pass Lennik - Mediolanum Gonzaga Milan     | 1 - 3    | 15-13 | 1-15  | 9-15  | 8-15  | -     | 33-58        |
| 27.01.93 | AS Cannes - GO Pass Lennik                    | 3 - 1    | 15-11 | 12-15 | 15-9  | 15-7  | -     | 57-42        |
| 27.01.93 | Mediolanum Gonzaga Milan - Bielsko-Biała      | 3 - 0    | 15-13 | 15-1  | 15-4  | -     | -     | 45-18        |
| 10.02.93 | Mediolanum Gonzaga Milan - GO Pass Lennik     | 3 - 0    | 15-12 | 15-13 | 15-10 | -     | -     | 45-35        |
| 10.02.93 | BBTS Bielsko-Biała - AS Cannes                | 1 - 3    | 9-15  | 6-15  | 16-14 | 11-15 | -     | 42-59        |
| 17.02.93 | GO Pass Lennik - AS Cannes                    | 2 - 3    | 15-10 | 3-15  | 5-15  | 15-5  | 12-15 | 50-60        |
| 17.02.93 | BBTS Bielsko-Biała - Mediolanum Gonzaga Milan | 0 - 3    | 12-15 | 5-15  | 5-15  | -     | -     | 22-45        |
| 24.02.93 | AS Cannes - Mediolanum Gonzaga Milan          | 0 - 3    | 11-15 | 10-15 | 5-15  | -     | -     | 26-45        |
| 24.02.93 | GO Pass Lennik - Bielsko-Biała                | 0 - 3    | 0-25  | 0-25  | 0-25  | -     | -     | 0-45         |

### Finale à quatre
|  | Demi-finales                               | Demi-finales               |                        |   | Finale                            | Finale                            |
|  | Demi-finales                               | Demi-finales               |                        |   | Finale                            | Finale                            |
|  |                                            |                            |                        |   |                                   |                                   |
|  | 02.03.93, 15-2, 15-9, 15-5                 | 02.03.93, 15-2, 15-9, 15-5 |                        |   | 03.03.93, 12-15, 15-9, 15-5, 15-6 | 03.03.93, 12-15, 15-9, 15-5, 15-6 |
|  | 02.03.93, 15-2, 15-9, 15-5                 | 02.03.93, 15-2, 15-9, 15-5 |                        |   | 03.03.93, 12-15, 15-9, 15-5, 15-6 | 03.03.93, 12-15, 15-9, 15-5, 15-6 |
|  | Mediolanum Milan                           | 3                          |                        |   | 03.03.93, 12-15, 15-9, 15-5, 15-6 | 03.03.93, 12-15, 15-9, 15-5, 15-6 |
|  | Mediolanum Milan                           | 3                          |                        |   | 03.03.93, 12-15, 15-9, 15-5, 15-6 | 03.03.93, 12-15, 15-9, 15-5, 15-6 |
|  | Aris Salonique                             | 1                          |                        |   | 03.03.93, 12-15, 15-9, 15-5, 15-6 | 03.03.93, 12-15, 15-9, 15-5, 15-6 |
|  | Aris Salonique                             | 1                          | Mediolanum Milan       | 3 |                                   |                                   |
|  | 02.03.93, 15-5, 10-15, 11-15, 15-13, 13-15 |                            | Mediolanum Milan       | 3 |                                   |                                   |
|  |                                            | AS Cannes                  | 1                      |   |                                   |                                   |
|  | Gabeca Montichiari                         | AS Cannes                  | 1                      | 2 |                                   |                                   |
|  | Gabeca Montichiari                         |                            |                        | 2 |                                   |                                   |
|  | AS Cannes                                  | 3                          |                        |   |                                   |                                   |
|  | AS Cannes                                  | 3                          | Match pour la 3e place |   |                                   |                                   |
|  |                                            |                            |                        |   |                                   |                                   |
|  | 03.03.93, 15-10, 15-9, 15-7                |                            |                        |   |                                   |                                   |
|  |                                            |                            |                        |   |                                   |                                   |
|  | Gabeca Montichiari                         | 3                          |                        |   |                                   |                                   |
|  | Gabeca Montichiari                         | 3                          |                        |   |                                   |                                   |
|  | Aris Salonique                             | 0                          |                        |   |                                   |                                   |
|  | Aris Salonique                             | 0                          |                        |   |                                   |                                   |